# Brita af Geijerstam
Brita Hedvig Elisabet af Geijerstam, född Gemmel 20 mars 1902 i Västra Sönnarslövs församling i Skåne, död 9 september 2003 i Bromma, var en svensk författare, översättare och danspedagog.
Brita af Geijerstam blev mest känd för sin svenska översättning av A.A. Milnes böcker om Nalle Puh och hans vänner. Hon författade även visböcker, prosa och poesi för både barn och vuxna. I slutet av sin levnad utgav hon diktsamlingarna Vad är kärlek (1999) och Nära (2002). Hon blev utsedd till hedersdoktor vid Stockholms universitet 2001.
Hon hade studerat i tre år vid Dalcroze-institutet i Genève och var verksam som danspedagog; bland hennes elever märks Anneli Alhanko. Brita af Geijerstam var 20 juli 2002 sommarvärd i radio.
Hon var gift först med Ragnar af Geijerstam och från 1949 med hans kusin Bengt af Geijerstam. Med sin förste man blev hon 1943 mor till kompositören och musikforskaren Claes af Geijerstam (som inte är att förväxla med sin namne) samt svärmor till Gunnel Hessel, gift med sonen Mikael.

## Översättningar
- A. A. Milne: Nalle Puh (1930)
- A. A. Milne: Nalle Puhs hörna (1933)
- Percy Mac Maon och Edward Maze: Kirre, Pirre och Kalikolins pipa (1956)
- A. A. Milne: Prins Kanin och Prinsessan som inte kunde skratta: två sagor (1966)
- Bro, bro breja: 100 gamla rim och ramsor (saml. och illustr. av Richard Scarry) (1966)
- Bröderna Grimm: Hans och Greta: en saga (1977)
- Grete Janus Hertz: Maskrosor (1977)
- Bjarne B. Reuter: Rent guld i påsen (1979)
- Tre starka kvinnor och andra berättelser från hela världen (utg. av Ethel Johnston Phelps) (1980)
- Aisopos: Tjugo fabler av Aisopos (berättade av Kurt Baumann; ill. av Bernadette) (1980)
- C. S. Forester: Po-Po och drakarna (1980)
- Jag kan välja min godnattsaga (ill. av Claude Kaïler och Rosemary Lowndes) (1982)
- Margery Williams: Sammetskaninen eller Hur leksaker får liv (1984)
- Finn Dreibek: Ballongflykten (1984)
- Aisopos: Åsnan och hunden: 20 fabler (1986)
- Aisopos: Storken och räven: 20 djurfabler (1987)
- Robert Ingpen: Teddy Björn och Nalle (1987)
- Kenneth Grahame: En typisk hemmadrake (1988)
- Min första bok om Nalle Puh (1997)
- A. A. Milne: Nalle Puhs dag- och tänkebok (1997)
- Cressida Cowell: Hur ska vi trösta den ledsna bebin? (2000)

## Priser och utmärkelser
- 1966 – Albert Bonniers barnboksstipendium
- 1980 – Rabén & Sjögrens översättarpris
- 1991 – Första pris i Lärarnas tidnings poesitävling
- 1992 – Svenska Akademiens översättningspris
- 1997 – Wettergrens barnbokollon
- 2001 – Hedersdoktor vid Stockholms universitet[1]